# Norway (Nueva York)
Norway es un pueblo ubicado en el condado de Herkimer en el estado estadounidense de Nueva York. En el año 2000 tenía una población de 711 habitantes y una densidad poblacional de 7.7 personas por km².

## Geografía
Norway se encuentra ubicado en las coordenadas 43°12′45″N 74°57′20″O / 43.21250, -74.95556.

## Demografía
Según la Oficina del Censo en 2000 los ingresos medios por hogar en la localidad eran de $36,719, y los ingresos medios por familia eran $41,250. Los hombres tenían unos ingresos medios de $29,375 frente a los $23,846 para las mujeres. La renta per cápita para la localidad era de $15,396. Alrededor del 10.1% de la población estaban por debajo del umbral de pobreza.